# Magnus F. Andersson
Magnus F. Andersson (Karlskrona (Zweden), 26 juni 1953) is een Zweeds componist en trombonist.

## Levensloop
Hij studeerde aan het Stockholms Muziekpedagogisch Instituut in het vak trombone en andere koperblaasinstrumenten. In 1978 deed hij zijn examens. Van 1983 tot 1990 studeerde hij compositie bij Daniel Börtz, Lars-Erik Rosell, Bengt-Arne Wallin, Sven-David Sandström en Per Lindgren. In 1991 voltooide hij zijn studies compositie in Parijs. Gedurende deze tijd in Parijs componeerde hij Under bron under tiden (Onder de brug, met de tijd) voor harmonieorkest en percussie, een werk dat zijn doorbraak als componist betekende.
Eveneens in 1991 gedurende de conferentie van de World Association for Symphonic Bands and Ensembles (W.A.S.B.E.) werd hem brede aandacht geschonken voor zijn werk Sous le pont, sous le temps. Voor Stockholm componeerde hij ter gelegenheid van het feit dat de stad de Europese Culturele Hoofdstad was geworden de Förändringsfanfar. Sinds 1986 is hij ook bezig op het terrein van de elektroakoestische muziek.

## Composities

### Werken voor orkest
- 1986 Vasca da bagno voor orkest
- 1990 Ouverture voor orkest
- 1989-2001 Symfoni - Symphony no.1 "Road symphony"

### Werken voor harmonieorkest
- 1985 Dualise voor symfonisch blaasorkest
- 1991 Sous le pont, sous le temps
- 1993 Liten bostad voor harmonieorkest
- 1993 Spegelns regel - The rule of the mirror voor 4 trompetten, hoorn, 4 trombones en tuba
- 1994 Concerto: House of seven rooms voor symfonisch blaasorkest
- 1996 1397 voor symfonisch blaasorkest
- 2003 Breathing of the woods voor blazersensemble

### Werken voor piano
- 2003 Fairy's call voor piano solo

### Werken voor gitaar
- Utsikt från Galgamarken voor gitaar en strijktrio

### Kamermuziek
- 1985 Ögonblick voor octet (fluit, klarinet, trombone, piano, 2 violen, altviool, cello)
- 1986 Masque voor 4 trombones
- 1990 Cellorgel voor cello en orgel
- 1992 Fifty fanfares for Sven-David voor 2 trompetten en 2 trombones
- 1996 Parlando voor fluit en harp
- 1996-1998 Förändringsfanfar 1-182 (januari - juni) og 183-365 (juli - december) voor 2 trompetten en 2 trombones
- 2001 Into the blue voor klarinet, gitaar en strijkkwartet
- 2002 Bopbop voor 3 fagotten en contrafagot

### Koormuziek
- 1986-1987 Tre dikter av Lars Gustaf Andersson voor gemengd koor, op tekst van Lars Gustaf Andersson
  1. Ungdomens genius
  2. Metamorfos
  3. She was a phantom of delight
- 1988 The world of dew is... voor 5-stemmig mannenkoor, op tekst van Issa Kobayashi
- 1990 Seger voor gemengd koor, op tekst van Lars Gustaf Andersson
- 2003 Klangen voor gemengd koor met hoorn en strijkers, op tekst van Tomas Tranströmer
- 2004 Kom, min älskade, kom ut! voor 5-stemmig gemengd koor (SATTB), op teksten uit de Bijbel

### Elektronische muziek
- 1986 Aria för vilsen eller 16 variations on a drinking-song Elektro-akoestische muziek
- 1990 Utan att passera Elektro-akoestische muziek
- 1992 Vattenbärerskan - Water-maiden voor fluit, klarinet, percussie, dator en synthesizer

- Gemeinsame Normdatei: 1211392856
- International Standard Name Identifier: 0000 0000 6163 2803
- Library of Congress Control Number: n00067765
- MusicBrainz: 4b932b67-149b-43a7-af17-ca4b4919c039
- LIBRIS: 213742
- Virtual International Authority File: 179149106051868491042